# Forza di liberazione del Khalistan
La Forza di liberazione del Khalistan o KLF (in pangiabi ਖ਼ਾਲਿਸਤਾਨ ਲਿਬਰੇਸ਼ਨ ਫ਼ੋਰਸ; in inglese Khalistan Liberation Force) è un gruppo paramilitare e parte del movimento Khalistan per creare una patria sikh denominata Khalistan tramite la lotta armata. La KLF sembra essere una libera associazione di gruppi sparsi dei dispersi Khalistani.

## Storia
La KLF Jathebandi (organizzazione) fu fondata da Aroor Singh e Sukhvinder Singh Babbar nel 1986. Altri leader che furono a capo del KLF dopo Aroor Singh furono Avtar Singh Brahma (ucciso dalla polizia del Punjab il 21 maggio 1988), Gurjant Singh Budhsinghwala (ucciso dalle Forze di sicurezza indiane il 30 luglio 1992), Navroop Singh (ucciso in India il 4 agosto 1992), Kuldip Singh Keepa Shekhupura e Navneet Singh Khadian (ucciso il 25 febbraio 1994). Dopo Navneet Singh Kadian KLF singhs il comando è passato al Dr. Pritam Singh Sekhon, la cui morte, avvenuta nel 1999, è un mistero ancora oggi. Harminder Singh è stato successivamente a capo di questa organizzazione sino al 2018.
Il KLF fu responsabile di molti attentati a bersagli civili in India durante gli anni ottanta e novanta, a volte in collaborazione con i separatisti del Kashmir. il KLF fu tra i gruppi Sikh che rivendicarono la responsabilità per il sequestro nel 1991 dell'uomo d'affari romeno Liviu Radu a New Delhi. Questa sembra essere una rappresaglia per l'arresto dei rumeni sospettati di essere membri del KLF nel tentato assassinio di Julio Ribeiro, 62 anni, l'ambasciatore indiano in Romania a Bucarest.

## KLA
KLA (Khalistan Liberation Army, "Esercito di liberazione del Khalistan") è una sigla associata dai mezzi di informazione al KLF, anche se non è chiaro quale delle due formazioni sia una diramazione dell'altra.